# Saitama Stadium 2002
Saitama Stadium 2002 (jap. 埼玉スタジアム2002 Saitama Sutajiamu Niimarumarunii; Saista) – stadion piłkarski znajdujący się w japońskim mieście Saitama. Na co dzień mecze na tym obiekcie rozgrywane są przez drużynę Urawa Red Diamonds.

## Historia
Rozegrano tu cztery mecze Mistrzostw Świata 2002:
Źródło: 
Mecze fazy grupowej:
- 2 czerwca: Anglia  1:1  Szwecja
- 4 czerwca: Japonia  2:2  Belgia
- 6 czerwca: Kamerun  1:0  Arabia Saudyjska

Półfinał:
- 26 czerwca: Brazylia  1:0  Turcja